# Парохија Вашингтон (Луизијана)
Парохија Вашингтон (енгл. Washington Parish) је округ у америчкој савезној држави Луизијана.

## Демографија
По попису из 2010. године број становника је 47.168, што је 3.242 (7,4%) становника више него 2000. године.
| Група             | 2000.          | 2010.          |
| Белци             | 29.396 (66,9%) | 31.019 (65,8%) |
| Афроамериканци    | 13.851 (31,5%) | 14.625 (31,0%) |
| Азијати           | 73 (0,2%)      | 110 (0,2%)     |
| Хиспаноамериканци | 334 (0,8%)     | 887 (1,9%)     |
| Укупно            | 43.926         | 47.168         |